# XSDTRK
Yonatan "xSDTRK" Ayal (Montreal, 27 de setembro de 1988) é um escritor, produtor e artista canadense. Começando com o piano aos três anos de idade, o xSDTRK estudou no Conservatório Real de Toronto e passou a se tornar um multi-instrumentista trabalhando em vários gêneros musicais.

## Discografia parcial
| Título                          | Artista                         | Papel                             | Ano  | Gravadora                         |
| Hold you back                   | Emotional Oranges               | Co-produtor                       | 2019 | Avant Garden                      |
| We need to talk                 | Tayla Parx                      | Co-autor & Produtor               | 2019 | Atlantic Records                  |
| Me vs Us                        | Tayla Parx                      | Produtor                          | 2019 | Atlantic Records                  |
| Drowning                        | Mario                           | Co-autor & Produtor               | 2018 | Empire                            |
| Losing it over you              | Matoma ft Ayme                  | Co-produtor                       | 2018 | Parlophone                        |
| Focus                           | Allie X                         | Co-autor & Produtor               | 2018 | Twin Music                        |
| Not so bad in La                | Allie X                         | Produtor                          | 2018 | Twin Music                        |
| Science                         | Allie X                         | Co-produtor                       | 2018 | Twin Music                        |
| Little things                   | Allie X                         | Co-produtor                       | 2018 | Twin Music                        |
| Can't Stop Now                  | Allie X                         | Produtor                          | 2018 | Twin Music                        |
| Girl of the year                | Allie X                         | Co-produtor                       | 2018 | Twin Music                        |
| Be Good To Me                   | Jacob Banks ft Seinabo Sey      | Co-autor & Produtor               | 2018 | Interscope                        |
| No Strings                      | Nicole Millar                   | Co-autor & Produtor               | 2018 | EMI                               |
| Over my dead body               | Ebenezer                        | Co-autor & Produtor               | 2018 | Interscope                        |
| Daddy Issues                    | Josephina                       | Co-autor & Produtor               | 2018 | Mirror to Mind Records            |
| South Beach                     | Tayla Parx ft Chiiild           | Produtor                          | 2017 | Atlantic Records                  |
| Cheap liquor                    | Tayla Parx                      | Produtor                          | 2017 | Atlantic Records                  |
| Act Right                       | Tayla Parx                      | Produtor                          | 2017 | Atlantic Records                  |
| Jeffery                         | Tayla Parx                      | Produtor                          | 2017 | Atlantic Records                  |
| Selfish                         | Daley                           | Co-autor & Produtor               | 2017 | Bmg                               |
| Careless                        | Daley ft Chiiild                | Co-autor & Produtor               | 2017 | Bmg                               |
| Mercy                           | Jacob Banks                     | Co-autor & Produtor               | 2017 | Interscope                        |
| F**k it tho                     | Keshia Chante                   | Co-autor & Produtor               | 2017 | Universal                         |
| Body to Body                    | Dragonette                      | Co-autor & Produtor               | 2016 | Universal                         |
| Karma                           | Troi Irons                      | Produtor                          | 2016 | Def Jam                           |
| Today                           | Troi Irons                      | Co-Producer                       | 2016 | Def Jam                           |
| Call Me                         | Troi Irons                      | Produção adicional                | 2016 | Def Jam                           |
| Hard II Love                    | Usher                           | Co-autor & Produtor               | 2016 | RCA                               |
| Stronger                        | Usher                           | Co-autor & Produtor adicional     | 2016 | RCA                               |
| Body Talk                       | LYON                            | Co-autor & Produtor               | 2016 | Black Box                         |
| Falling Up                      | LYON                            | Co-autor & Produtor               | 2016 | Black Box                         |
| Silverlight                     | LYON                            | Co-produtor                       | 2016 | Black Box                         |
| Workin                          | Vory                            | Autor & Produtor                  | 2016 |                                   |
| Tu+Yo / You+Me                  | Alx Veliz                       | Escritor & Produtor               | 2016 | Universal Music                   |
| Thunder                         | Chloe x Halle                   | Co-autor & Produtor               | 2016 | Parkwood Entertainment            |
| Healer                          | Moxie feat GoldLink             | Co-autor & Produtor               | 2016 |                                   |
| Mind                            | Jack Ü                          | Co-autor                          | 2015 | OWSLA/Mad Decent/Atlantic Records |
| I Think we'd feel good together | Rob Thomas                      | Programador                       | 2015 | Atlantic Records/Emblem Music     |
| Hold on forever                 | Rob Thomas                      | Programador                       | 2015 | Atlantic Records/Emblem Music     |
| Wind it up                      | Rob Thomas                      | Programador                       | 2015 | Atlantic Records/Emblem Music     |
| The Great Unknown               | Rob Thomas                      | Programador                       | 2015 | Atlantic Records/Emblem Music     |
| Absence of Affection            | Rob Thomas                      | Programador                       | 2015 | Atlantic Records/Emblem Music     |
| Things you said                 | Rob Thomas                      | Programador                       | 2015 | Atlantic Records/Emblem Music     |
| Paper Dolls                     | Rob Thomas                      | Programador                       | 2015 | Atlantic Records/Emblem Music     |
| NLYTM                           | Rob Thomas                      | Programador                       | 2015 | Atlantic Records/Emblem Music     |
| Heaven help me                  | Rob Thomas                      | Programador                       | 2015 | Atlantic Records/Emblem Music     |
| Lie to me                       | Rob Thomas                      | Programador                       | 2015 | Atlantic Records/Emblem Music     |
| All the best things             | Rob Thomas                      | Programador                       | 2015 | Atlantic Records/Emblem Music     |
| Steady                          | Rob Thomas                      | Programador                       | 2015 | Atlantic Records/Emblem Music     |
| After Tonight                   | ASDF ft Melanie Fiona           | Co-escritor & Produtor            | 2015 | Independent                       |
| Acting Like That                | Jennifer Lopez feat Iggy Azalea | Produtor                          | 2014 | Capitol                           |
| So Good                         | Jennifer Lopez                  | Produtor                          | 2014 | Capitol                           |
| Revolution                      | Catey Shaw                      | Co-autor                          | 2014 | Complex/Left Hook                 |
| Sweet Talker                    | Jessie J                        | Co-autor                          | 2014 | Lava Records/Republic Records     |
| Oxygen                          | Ryan Mcdermott                  | Produtor com Ryan Mcdermott       | 2013 | GOOD Music                        |
| Tell the world                  | Jessie Labelle                  | Autor & Produtor com Tawgs Salter | 2012 | WAX/Universal Music               |
| Moment that we stop             | Jessie Labelle                  | Produtor com Tawgs Salter         | 2012 | WAX/Universal Music               |
| Connected                       | Karl Wolf                       | Produtor                          | 2012 | Lone Wolf/Republic Records        |
| Numb                            | Karl Wolf                       | Autor & Produtor                  | 2010 | EMI                               |
| 80s baby                        | Karl Wolf                       | Autor & Produtor                  | 2010 | EMI                               |
| Whatta Night                    | Ricky J                         | Produtor                          | 2010 | Eone                              |
| Yalla Habibi                    | Karl Wolf                       | Produtor                          | 2009 | EMI                               |

## Prêmios e indicações
| Prêmios e indicações para xSDTRK | Prêmios e indicações para xSDTRK | Prêmios e indicações para xSDTRK | Prêmios e indicações para xSDTRK           | Prêmios e indicações para xSDTRK |
| Ano                              | Prémio                           | Categoria                        | Trabalho Nomeado                           | Resultado                        |
| -------------------------------- | -------------------------------- | -------------------------------- | ------------------------------------------ | -------------------------------- |
| 2011                             | Juno Awards                      | Gravação R&amp;B/Soul do Ano     | Vida noturna por Karl Wolf \| Indicado     |                                  |
| 2011                             | SOCAN                            | Anglophone Song of the Year      | Venceu                                     |                                  |
| 2016                             | Grammy Awards                    | Best Dance/Electronic Album      | Skrillex and Diplo Present Jack Ü\| Venceu |                                  |

### Singles
| Ano  | Single                             | Posições do gráfico | Posições do gráfico | Certificações | Função              |
| Ano  | Single                             | PODE                | JPN                 | Certificações | Função              |
| ---- | ---------------------------------- | ------------------- | ------------------- | ------------- | ------------------- |
| 2017 | "Body 2 Body" de Dragonette        | -                   | -                   |               | Escritor e Produtor |
| 2017 | "Fuck it tho" de Keshia Chante     | -                   | -                   |               | Escritor e Produtor |
| 2016 | "Mind" de Jack U                   | -                   | -                   |               | Co-escritor         |
| 2015 | Hold on Forever de Rob Thomas      | -                   | -                   |               | Programador         |
| 2014 | "Revolution" de Catey Shaw         | -                   | -                   |               | Co-escritor         |
| 2013 | "Oxygen" por RyanMcDermott         | -                   | -                   |               | Escritor e Produtor |
| 2013 | "Tell the world", de Jesse Labelle | 28.                 | -                   |               | Escritor e Produtor |
| 2011 | "Whatta Night", de Ricky J         | 42                  | -                   | - CAN: ouro   | Produtor            |
| 2010 | "Bebê dos anos 80" por Karl Wolf   | -                   | -                   |               | Produtor            |
| 2009 | "Yalla Habibi", de Karl Wolf       | 24                  | 51                  | - CAN: ouro   | Produtor            |